# Parque nacional Qianshan
El parque nacional Qianshan (en chino:千山国家公园; pinyin: Qiānshān; literalmente "mil montañas") es un parque nacional montañoso de la provincia de Liaoning, China, a 17 km por carretera al sureste de Anshan. Se encuentra en las montañas de Qianshan (en chino: 千山山脉), de las que recibe su nombre. Se extiende desde las montañas de Changbai en la frontera entre China y Corea del Norte, en primer lugar hacia el oeste a Liaoyang, a continuación, hacia el sur a Dalian, y en la esquina sur de la provincia de Liaoning.